# Zamarada hemimeres
Zamarada hemimeres är en fjärilsart som beskrevs av Louis Beethoven Prout 1915. Zamarada hemimeres ingår i släktet Zamarada och familjen mätare. Inga underarter finns listade i Catalogue of Life.